# (1402) Eri
(1402) Eri ist ein Asteroid des Hauptgürtels, der am 16. Juli 1936 vom deutschen Astronomen Karl Wilhelm Reinmuth in Heidelberg entdeckt wurde.
Benannt wurde der Asteroid nach der deutschen Astronomin Erika Schattschneider-Kollnig.